# Carcegna
 (mai 2021).
Carcegna est une frazione de la commune de Miasino dans la province de Novare de la région Piémont. Elle se trouve sur une colline à l'ouest du lac d'Orta.